# Hidemasa Morita
Hidemasa Morita (守田英正, Morita Hidemasa, Takatsuki, 10 de maio de 1995) é um futebolista japonês que atua como meio-campista. Atualmente, defende o Sporting e a Seleção Japonesa.

## Carreira
Morita iniciou sua carreira profissional no Kawasaki Frontale, em 2018.
Em 2021, mudou-se para Portugal para representar o Santa Clara da Primeira Liga.

## Carreira internacional
Hidemasa Morita integrou a lista de 26 convocados pelo Japão para o Mundial 2022.

## Estatísticas de carreira
| Núm. | Data                | Local                             | Adversário | Placar | Resultado final | Competição                               |
| ---- | ------------------- | --------------------------------- | ---------- | ------ | --------------- | ---------------------------------------- |
| 1    | 30 de março de 2021 | Fukuda Denshi Arena, Chiba, Japão | Mongólia   | 4–0    | 14–0            | Qualificação para o Mundial FIFA de 2022 |
| 2    | 28 de maio de 2021  | Fukuda Denshi Arena, Chiba, Japão | Mianmar    | 6–0    | 10–0            | Qualificação para o Mundial FIFA de 2022 |

## Títulos
Kawasaki Frontale
- Liga J1: 2018, 2020
- Taça do Imperador: 2020
- Taça da Liga Japonesa: 2019
- Supertaça do Japão: 2019

Sporting
- Primeira Liga: 2023–24, 2024–25[4]
- Taça de Portugal: 2024–25[5]

Individual
- J.League Melhor XI: 2020